# Paul Norris (efeitos visuais)
Paul Norris é um especialista em efeitos visuais britânico. Venceu o Oscar de melhores efeitos visuais na edição de 2016 por Ex Machina, ao lado de Sara Bennett, Andrew Whitehurst e Mark Williams Ardington.